# Huygendijk

Caerte van de Heer-Huygen-Waert met de "Huygen Dyck" en "Nieuwe Huygen Dyck" aangegeven; 1631. Het noorden is links.

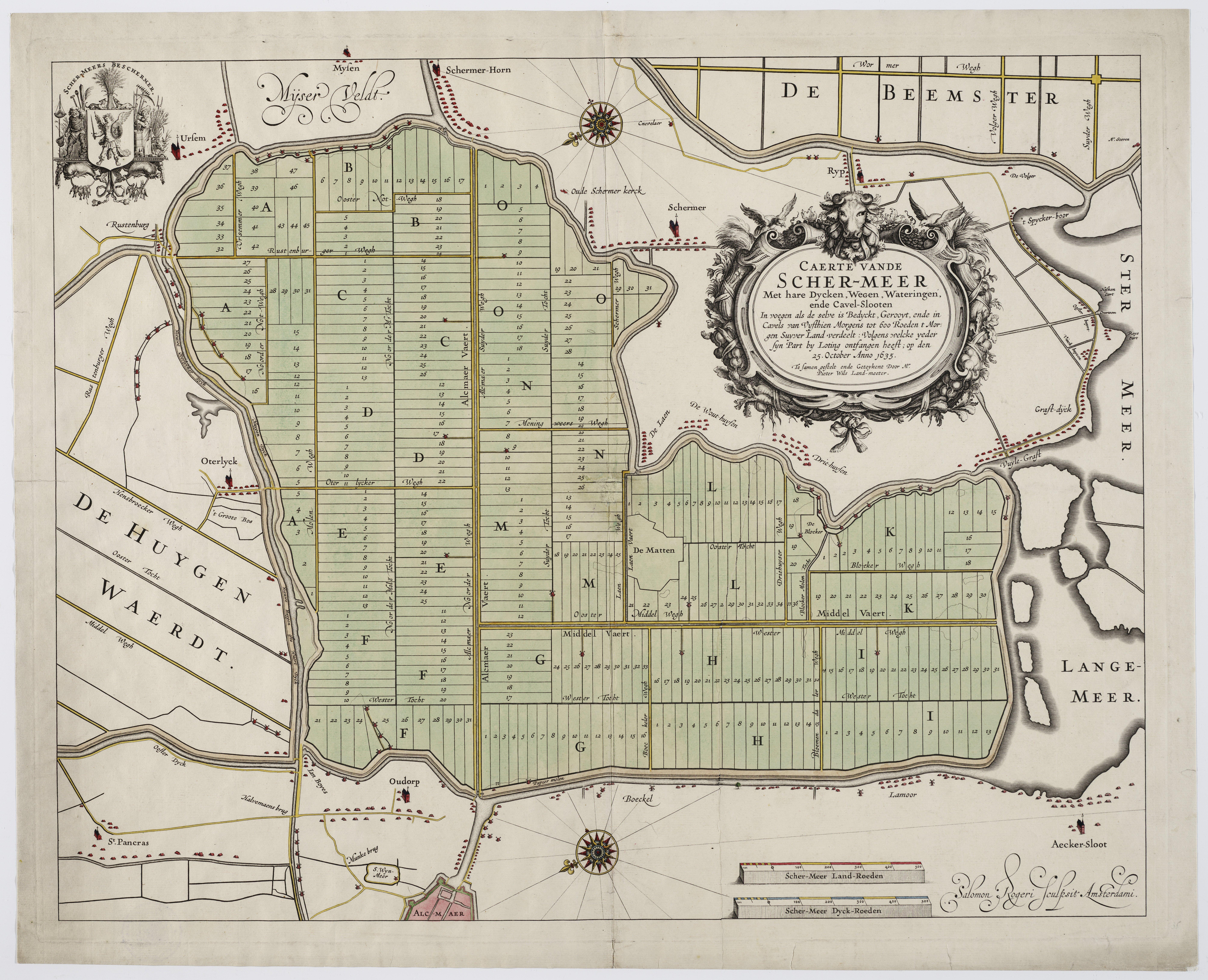
Caerte van de Scher-meer met de "Huygen Dyck" en "Nieuwe Huygen ofte Waert Dyck" aangegeven; 1635. Het noorden is links.

De Huygendijk is een dijk in de Nederlandse provincie Noord-Holland. De dijk loopt van Oudorp/Beverkoog tot Rustenburg ten noorden van de ringvaart van Heerhugowaard.

## Geschiedenis
De huidige Huygendijk is eigenlijk de destijds zogenoemde "Nieuwe Huygen ofte Waert Dyck" en "Nieuwe Otterlycker Dyck" welke circa 1630 parallel aan de historische Huygen Dijck is aangelegd om de Heerhugowaard in te polderen. De historische Huygen Dyck is de huidige Noordschermerdijk en Slingerdijk.

## Buurtschap
Een voormalige buurtschap met dezelfde naam was gelegen in de hoek van de westkant van de dijk tegenover Oudorp, in de (toenmalige) gemeenten Oudorp en Heerhugowaard. Rond de plaats van de voormalige buurtschap Huigendijk is inmiddels de aansluiting van de N508 op de N242 aangelegd.